# Solidaritets valallians
Solidaritets valallians, Akcja Wyborcza Solidarność (AWS) var en polsk valkartell, bildad 1996 av över 40 borgerliga partier och oppositionsgrupperingar. Marian Krzaklewski valdes till AWS förste ordförande.
Året därpå anslöt sig RS AWS, den politiska grenen av fackföreningen Solidaritet, till alliansen.
AWS fick 33,8% av rösterna i det polska parlamentsvalet 1997, blev därmed det största partiet och kunde bilda regering tillsammans med Frihetsunionen.
Jerzy Buzek utsågs till premiärminister och Maciej Płażyński till talman i sejmen.
AWS genomled dock svåra slitningar under mandatperioden, inte minst på grund av utrikespolitiska frågor som inlemmandet i NATO 1999 och medlemsförhandlingarna med EU.
I januari 2001 var Płażyński med om att bilda Medborgarplattformen, som fick stöd av många AWS-anhängare. Andra valde att istället ansluta sig till det nya partiet Lag och rättvisa som senare samma år bildades av den sparkade justitieministern Lech Kaczyński. 
Antalet partier inom AWS hade valåret 2001 reducerats till tre.
Rörelsen bytte nu namn till Solidaritets högerallians, Akcja Wyborcza Solidarność Prawicy (AWSP) och Buzek fick leda en minoritetsregering fram till valet som resulterade i en svidande förlust för AWSP. Partiet blev helt utan parlamentarisk representation,  Krzaklewski avgick som partiledare och efterträddes 2002 av Janusz Śniadek. 
Idag har alliansen mycket litet inflytande i polsk politik.